# Dispenser
Dispenser oder Dosierspender ist eine Bezeichnung für verschiedene manuelle, halbautomatische oder automatische Ausgabevorrichtungen (z. B. Verkaufsständer, Verkaufsautomaten, Medikamentenausgabebehälter, Dosierpumpen usw.).

## Landwirtschaft

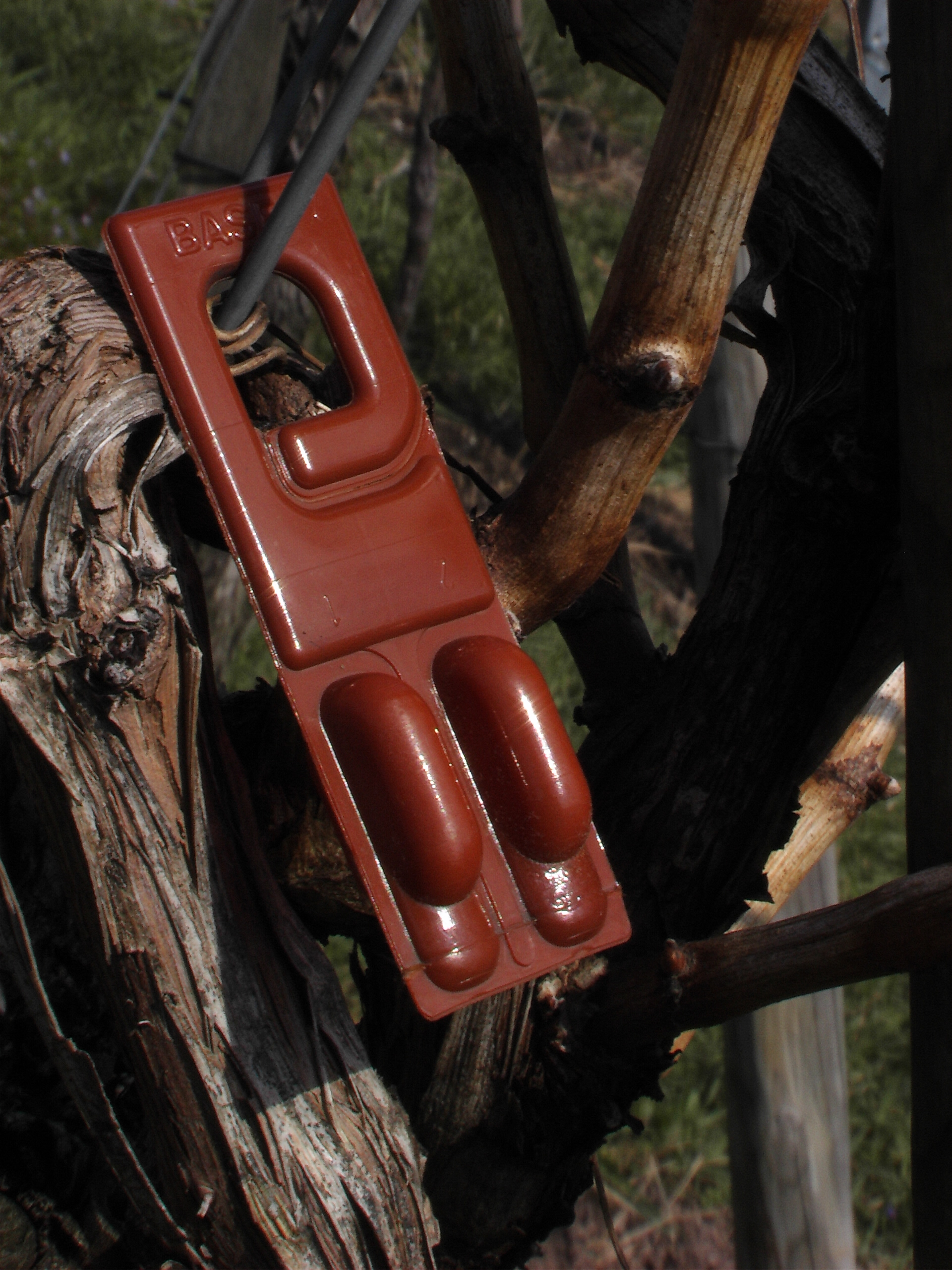
Pheromon-Dispenser im Weinbau

In der Landwirtschaft werden Dispenser unmittelbar an Pflanzen angebracht und können über Monate hinweg Wirkstoffe abgeben. Besonders bedeutend sind solche Dispenser im Weinbau und Obstbau.
Beispielsweise zur Bekämpfung des Traubenwicklers, eines Falters, dessen Raupen die frühreifen Weinbeeren anstechen und zum Faulen bringen. Die Dispenser werden unmittelbar an den Reben angebracht und sondern über Monate hinweg Pheromone mit dem Sexualduftstoff des Traubenwickler-Weibchens aus. Dies führt zur Verwirrung der Männchen, die dann Weibchen schlicht nicht mehr (oder seltener) finden können. Es kommt nicht zur Befruchtung und die Motte kann keine Eier legen (siehe dazu Schmetterlinge#Fortpflanzung und Entwicklung). Die Methode dient zur Befallsfrüherkennung und zur Reduktion von Schädlingspopulationen und gilt als biologische Verwirrmethode. Viele deutsche Winzer nutzen diese Methode.

## Chemische Laboratoriumstechnik
Dispenser in der chemischen Laboratoriumstechnik sind Geräte, mit denen man voreingestellte Flüssigkeitsmengen aus Flaschen dosieren kann. Dazu sind zahlreiche unterschiedliche Verfahren bekannt. Entweder es werden festeingestellte (geeichte) Volumina abgemessen oder bestimmte einstellbare Volumina mit einem Kolben (dessen Hub variiert werden kann) dosiert. Die Dispenser werden dazu mittels Schraubverschluss oder Stopfen auf den Flaschen angebracht. 
Sogenannte Permanent-Automaten sind Schütteltrichter (mit Belüftung), deren Zweiweghahn (siehe dazu auch Kugelhahn) schräge Bohrungen aufweist, deren Volumina geeicht sind. Flüssigkeit kann aus dem Scheidetrichter in die Bohrung fließen, die aber in der Hahnführung „blind“ (ohne Auslauf) endet, durch Drehen des Hahns um 180° wird damit der Zulauf versperrt und der Auslauf freigegeben, der Inhalt der Bohrung rinnt somit in Gegenrichtung aus der Hahnbohrung nach unten heraus.
Mit Kipp-Pipetten werden Volumina durch seitliches Kippen abgemessen und Überstände laufen in den Behälter zurück, bei Pump-Pipetten und Büretten werden Überstände durch Unterdruck abgesaugt.

## Abgabe von Flüssigkeiten und Schüttgütern

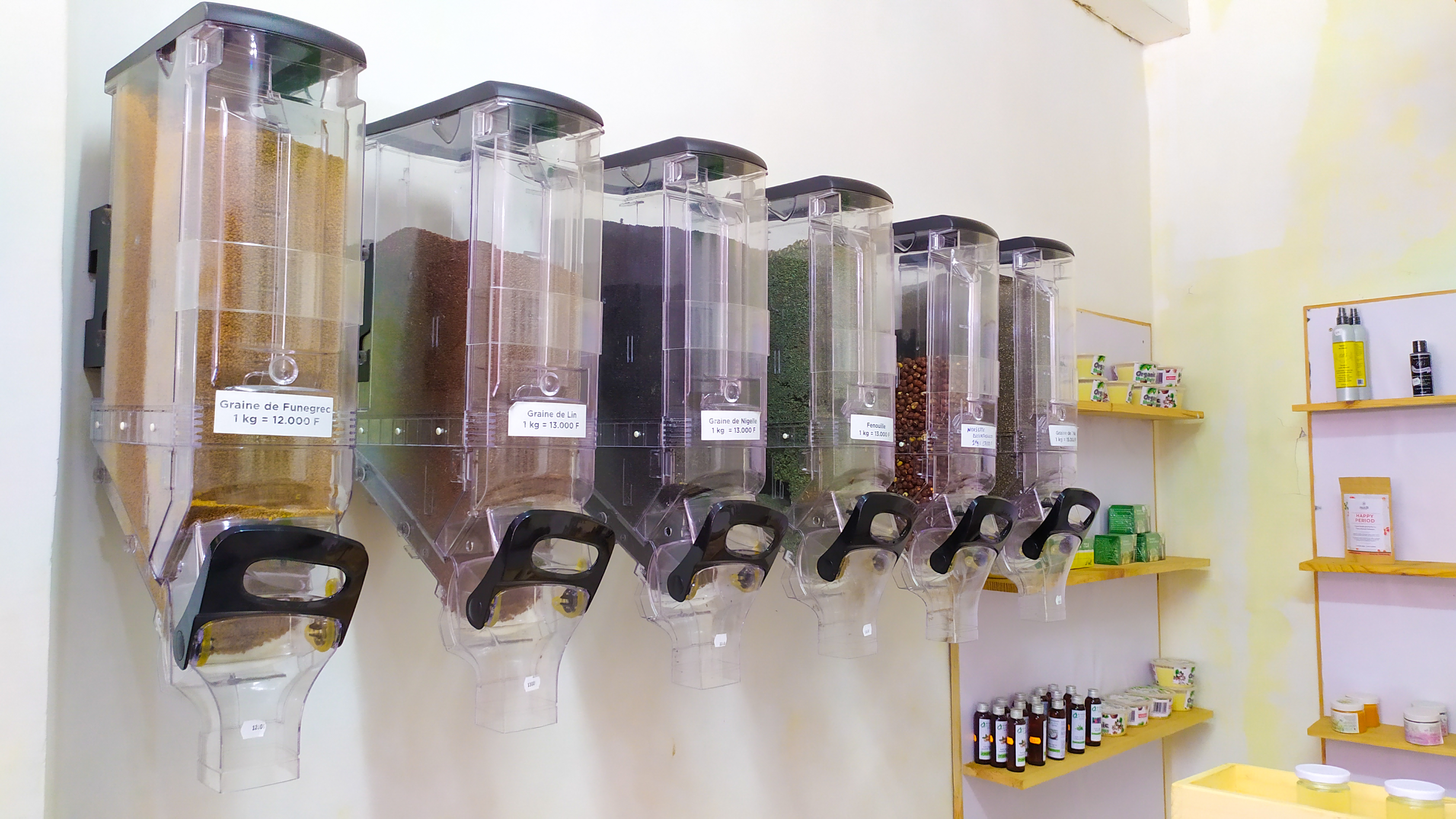
Abgabe von Müsliflocken

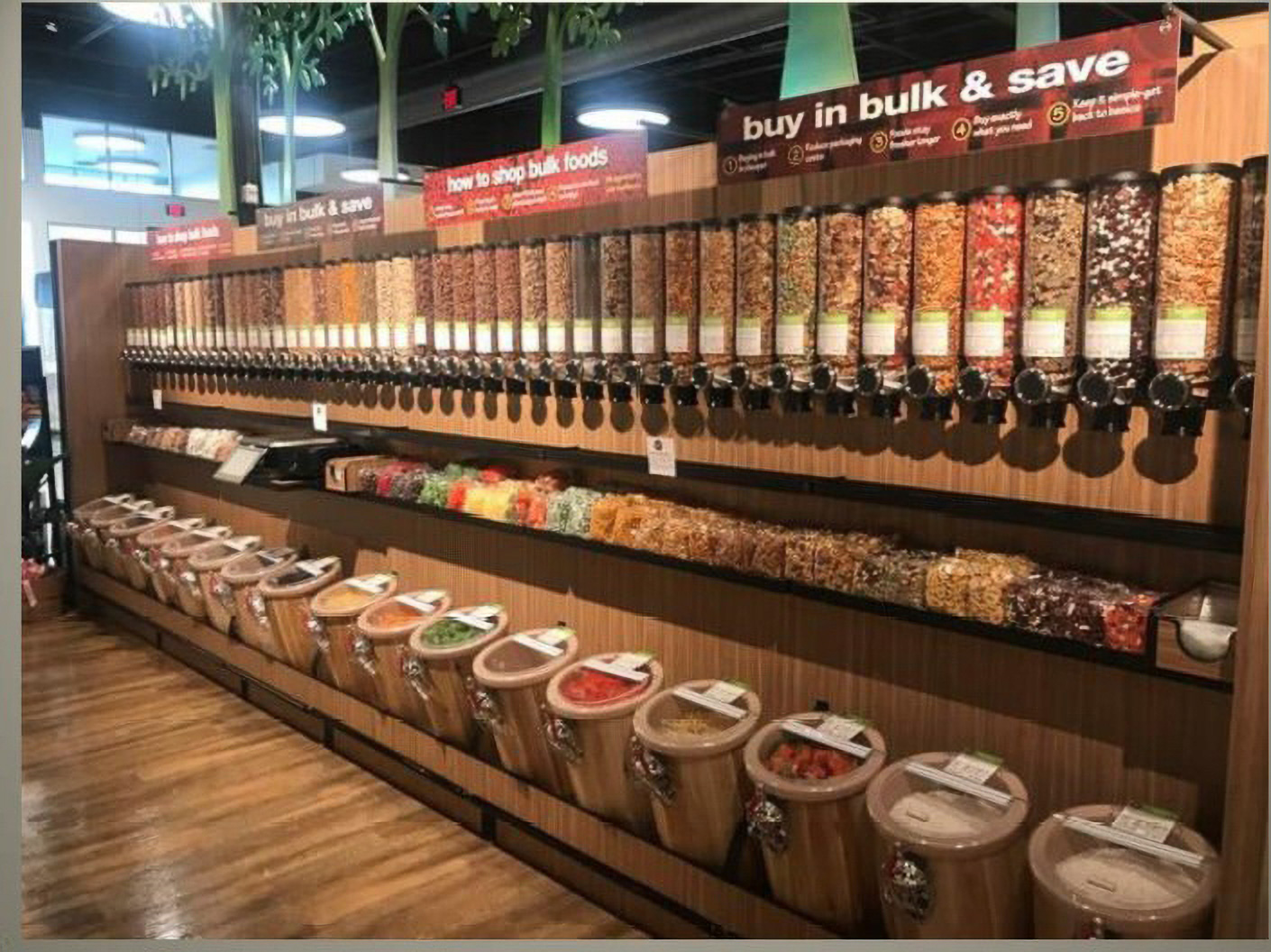
Abgabe von Trockenfutter

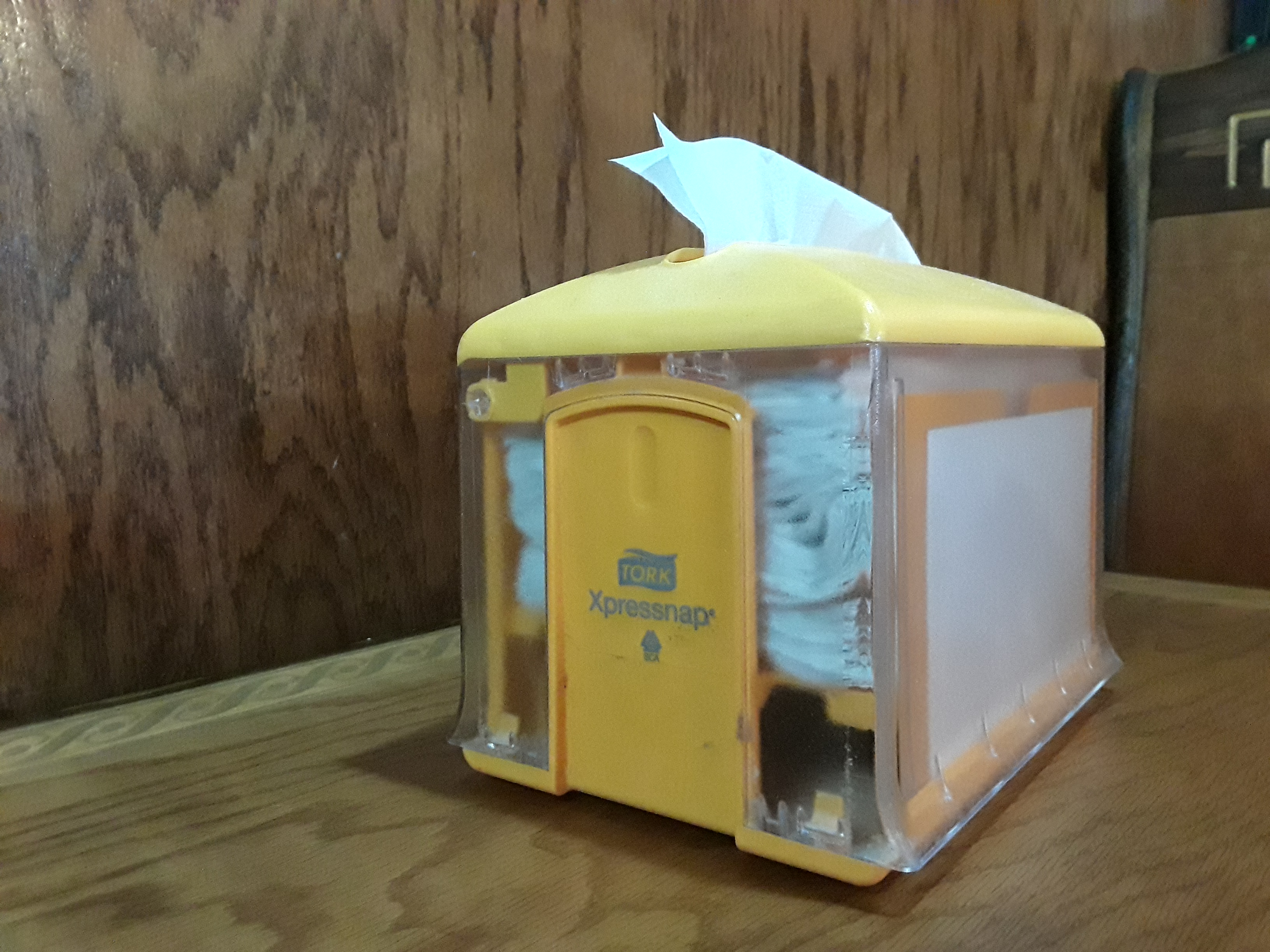
Serviettenspender

Dispenser nach dem Kolbenpumpenprinzip sind auch als Seifenspender für Flüssigseifen oder als Portionierer für Senf, Ketchup oder Mayonnaise bei Imbissständen in Gebrauch. Vorratsbehälter mit Portionierer (beispielsweise für Süßigkeiten in Selbstbedienungs-Süßwarenshops), Essig oder sonstige abzumessende Flüssigkeiten (Spirituosen), Verkaufsautomaten dafür (Weindispenser) oder Serviettenspender werden auch Dispenser genannt.

## Luftfahrt
In der Luftfahrt bezeichnet man jene Fahrzeuge als Dispenser, die aus einem unterirdisch verlegten Hydrantensystem Flugzeugkraftstoff in die Maschinen pumpen und über keinen eigenen Kraftstofftank verfügen.
Daneben werden in der Militärluftfahrt Ausstoßsysteme für Infrarottäuschkörper, Radartäuschkörper und verschiedene Abwurfwaffen (z. B. MW-1), die sich in oder an Luftfahrzeugen befinden, als Dispenser bezeichnet.

## Drogenszene
In der Drogenszene werden Kartuschen, welche mit Lachgas gefüllt sind und eigentlich zum Aufschäumen von Sahne benutzt werden, als Dispenser bezeichnet. Der Lachgas-Dispenser wird dafür in einen sogenannten Kapsler gespannt, der die Kartuschen öffnet, um den Inhalt zum Einatmen in einen Luftballon zu füllen.

## Medizin

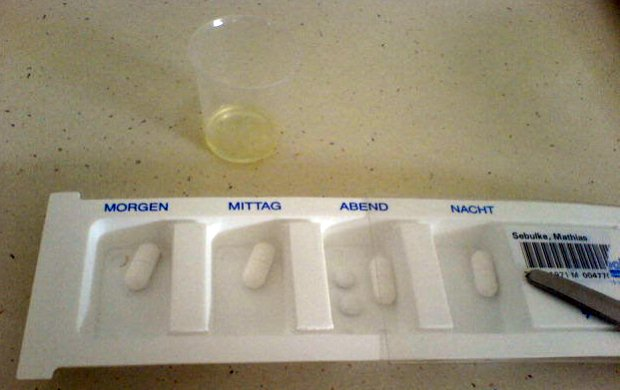
Dispenser mit Tagesdosen

In der Medizin werden Medikamentendosierer so genannt. Sie sind für Patienten, die mehrere Medikamente in Tablettenform zu verschiedenen Tageszeiten einnehmen müssen sehr praktisch. Ein Dispenser ist eine Schachtel mit mehreren kleinen Fächern, in die die Medikamente einsortiert werden. Die einzelnen Fächer sind beschriftet (meist mit „morgens“, „mittags“, „abends“, „nacht“), so dass der Patient die richtige Tablette zum richtigen Zeitpunkt einnimmt und auch eine Kontrolle darüber hat, ob er seine Medikamente alle eingenommen hat. Es gibt Dispenser für einen Tag oder auch eine ganze Woche.

## Elektronik

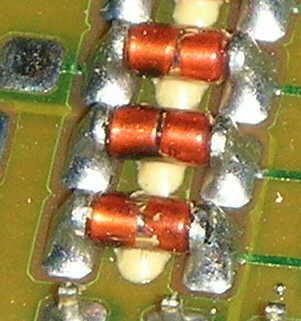
SMD-Bauteile auf einer Leiterplatte. Deutlich sind die weißen Klebepunkte zu erkennen

In der Baugruppenfertigung werden Flüssigkeiten oder Pasten spendende Dosiergeräte und Dosierventile als Dispenser bezeichnet. Wird das Werkstück beim Flüssigkeitsauftrag nicht berührt, spricht man entweder von Jet-Dispensern oder jettenden Dispensern.
Beispielsweise in der SMD-Technik werden Dispenser verwendet, um Klebstoff auf Platinen aufzutragen. Nach dem Aufsetzen der SMD-Bauteile auf diese Fixierpunkte wird der Kleber im Reflow-Ofen getrocknet. Danach kann man die Platine wenden und auf der Oberseite bedrahtete Bauelemente bestücken. Anschließend wird die Unterseite der Baugruppe (die Seite, auf der die SMD-Bauteile aufgeklebt sind) auf einem Schwallbad gelötet.